# Ruprechtia fusca
Ruprechtia fusca là một loài thực vật có hoa trong họ Rau răm. Loài này được Fernald miêu tả khoa học đầu tiên năm 1897.